# Дружба (учения, 1985)
«Дружба-85» — многостепенные оперативные учения Вооружённых сил Советского Союза, Германской Демократической Республики и Польской Народной Республики, проходившие в сентябре 1985 года. Активная фаза учений проходила на восточноевропейском театре военных действий — на польской территории, но отдельные компоненты учений проходили на значительном удалении от места главных событий, вплоть до тихоокеанского ТВД. По оценке американских военных аналитиков, данном в их ежегодном отчёте для Правительства Соединённых Штатов, «Дружба-85» стали самыми масштабными учениями в Восточной Европе после 1978 года. Как сообщалось Польским агентством печати, целью учений в Польше было дальнейшее совершенствование скоординированной работы войск и штабов.

## Тихоокеанский ТВД
Три десантных корабля (13000-тонное судно класса «Иван Рогов», 3800-тонный корабль класса «Ропуха» и 3400-тонный корабль класса «Аллигатор») и авиация, представленная большим числом МиГ-23 и МиГ-27, начали крупномасштабную операцию по высадке на острове Итуруп к северу от Хоккайдо.

## Итоги
Журнал «Коммунист Вооружённых сил» назвал совместные учения «Дружба-85» подлинной школой боевого содружества, патриотического и интернационального воспитания.
Американский международный обозреватель, профессор международных отношений Александр Л. Джордж в своей книге «Непреднамеренная война в Европе» выражает уверенность в том, что руководство Советского Союза считало что «Дружба-85», частично проходившие фактически в окрестностях Берлина, будут служить в качестве некоего скрытого намёка Генеральному секретарю компартии ГДР принять решительные меры и санкционировать передислокацию некоторых советских частей, уже развёрнутых в ГДР, в пределах досягаемости предполагаемых мест нанесения первого удара будущей войны. Особенно любопытным А. Л. Джорджу представлялось то, что в атмосфере разрядки международной напряжённости, в глазах советского руководства эскалация учений «Дружба-85», была вполне совместимой с курсом на «непровоцирование» империалистов.